# Rivalstvo Đokovića i Nadala
Novak Đoković iz Srbije i Rafael Nadal iz Španije su profesionalni teniseri koji su igrali do sada 60 puta, Srbin vodi u ukupnom skoru 31-29. To je najduže rivalstvo u istoriji tenisa (od 1968. u Open eri) i jedini igrači koji su igrali sva četiri grend slem finala uzastopno u pojedinačnoj konkurenciji. Pored rekorda po broju mečeva, Đoković i Nadal su odigrali najviše finala iz serije ATP Masters 1000 (13). Njihov finalni susret u Australiji 2012. godine smatra se među najvećim mečevima svih vremena. Rivalstvo Đokovića i Nadala je svrstano kao treći najveći rivalitet u poslednjoj dekadi (2000—2010) od strane sajta ATPworldtour.com.
Prvi meč su odigrali 2006. na Otvorenom prvenstvu Francuske u četvrtfinalu, gde je Nadal pobedio Đokovića koji je bio prisiljen da se povuče zbog povrede u trećem setu. Njihovo prvo finale je bilo 2007. u Indijan Velsu, a Nadal je osvojio turnir. Đoković je ostvario prvu pobedu u četvrtfinalu Majamija 2007. Od marta 2011. do aprila 2013, odigrali su jedanaest uzastopnih finalnih mečeva. Obojica su proveli na prvom mestu ATP liste više od 200 nedelja.
Oba igrača su rekorderi po broju osvojenih titula na slemu na kojem su bili najuspešniji. Nadal je osvojio Rolan Garos rekordnih 14 puta, dok je Đoković osvojio Australian Open rekordnih 10 puta.

## Istorija

### 2006.
Prvi susret ove dvojice tenisera je ujedno bio i jedini te godine, na Rolan Garosu u četvrtfinalu pobedio je Nadal posle jednog sata i 54 minuta i odustajanja Đokovića u trećem setu zbog povrede leđa.

### 2007.
U 2007. godini ovi rivali su se susreli sedam puta, Nadal je dobio pet mečeva.
Prvi meč odigrali su u finalu Indijan Vels masters turnira, Đokoviću je to bilo prvo ATP Masters 1000 finale i Nadal je lako pobedio. Đoković je uzvratio pobedom na sledećem turniru masters serije u Majamiju pobedivši Nadala po prvi put u karijeri.
Par se sastao dva puta na šljaci u Rimu i Rolan Garosu na kojima je Nadal dominirao, Đoković je prvi put igrao polufinale na jednom grend slem turniru. Posle toga sastali su se prvi put i na travnatoj podlozi na Vimbldonu a Đoković je bio primoran da preda meč Nadalu pri rezultatu 1-1 u setovima.
U avgustu na Kanada mastersu u Montrealu Đoković je po drugi put pobedio Nadala u polufinalu i osvojio taj turnir. Na kraju godine meč su odigrali na završnom Mastersu Kupu u Šangaju na kome je pobedio Nadal.

### 2008.
Đoković i Nadal igrali su šest puta u 2008. godini, Nadal je povećao prednost na 10-4 pobedivši u četiri meča.
Novak je pobedio Rafu u prvom meču polufinala Indijan Vels masters turnira. Nadal je pobedio u Hamburgu na šljaci. U polufinalu Rolan Garosa Nadal je pobedio Đokovića i četvrti put osvojio Rolan Garos i to bez izgubljenog seta.
Sledeći meč su odigrali u finalu Kvinsa na travnatoj podlozi i Nadal je pobedio 2-0.
Na turniru masters serije u Sinsinatiju-SAD Đoković je pobedio u polufinalu.
Šesti i poslednji meč koji su odigrali te godine je na Olimpijadi u Pekingu. U uzbudljivom meču polufinala Nadal je posle velike borbe pobedio 2-1.

### 2009.
U 2009.-oj godini igrali su sedam puta, Nadal je pobedio prva četiri meča a Đoković poslednja tri te godine.
Na turnirima šljakaste podloge igrali su prvo na Monte Karlo mastersu, Nadal je pobedio u tesnom meču osvojivši peti put uzastopno taj turnir, potom u Rimu gde je Đoković branio titulu Nadal je pobedio u finalu.
Sledeći meč su odigrali na turniru masters serije u Madridu, Nadal je pobedio 2-1 u najdužem meču ikada koji je igran na dva dobijena seta od 4 sata i 3 minuta.
Tokom US Open serije Nole je pobedio Nadala na turniru u Sinsinatiju meč je trajao 92 minuta, zatim je opet pobedio Nadala u polufinalu Pariza na putu do trofeja. Na kraju te godine sastali su se na ATP Masters Finalu u Londonu. Đoković je pobedio u grupnoj fazi sa 2-0.

### 2010.
Dva puta su igrali 2010. godine i to u finalu grend slem turnira u Njujorku i na završnom mastersu u Londonu. Nadal je pobedio u oba meča, na US Openu sa 3-1 čime je kompletirao osvajanje sva 4 grend slem turnira a u Londonu je dobio u dva seta gde je kasnije igrao finale.

### 2011.
Sastali su se šest puta, sve u finalima. Đoković je pobedio u svih šest mečeva uključujući dva grend slem finala.
Početkom godine igrali su na mastersu u Indijan Velsu, Đoković je bio neporažen i nastavio je sa pobedama osvojivši ovaj turnir po drugi put.
Dve nedelje kasnije igrali su u Majamiju i Đoković je dobio 2:1.
Đoković i Nadal igrali su još dva meča na šljaci. U finalu mastersa u Madridu Đoković je pobedio u dva seta isti rezultat je bio u finalu mastersa u Rimu. Peto finale Đoković i Nadal su odigrali na Vimbldonu a Srbin je po prvi put osvojio otvoreno prvenstvo Engleske. Na US Openu igrali su drugo uzastopno grend slem finale, Đoković je osvojio svoj prvi trofej u Njujorku posle još jednog fantastičnog meča.

### 2012.
U finalu Australijan opena, nakon 6 sati iscrpljujuće borbe, Novak je pobedio rezultatom 3:2 u setovima i tako osvojio peti Grend Slem u karijeri, a treći uzastopni, te zabeležio sedmu uzastopnu pobedu protiv Nadala. Nadal je uspeo da zaustavi niz od sedam pobeda Novaka Đokovića i da ga pobedi u tri finala na šljaci: na masters turnirima u Monte Karlu i Rimu, kao i na Rolan Garosu.

### 2013.
Đoković i Nadal susreli su se u finalu Mastersa u Monte Karlu, po treći put. Nadal nije uspeo da osvoji svoju devetu uzastopnu titulu nakon što ga je Đoković pobedio u dva seta 6:2, 7:6(1). U polufinalu Rolan Garosa, Nadal je pobedio posle više od četiri i po sata igre sa 6:4, 3:6, 6:1, 6:7, 9:7 i tako izborio 20 pobedu nad Đokovićem. Španac je kasnije osvojio svoj rekordni osmi Rolan Garos. Na turniru u Montrealu u polufinalu Nadal je pobedio Đokovića sa 2:1 (6:4,3-6,7-6) prvi put na tvrdoj podlozi još od Završnog mastersa u Londonu 2010. godine, dan kasnije Nadal je osvojio Montreal. U finalu US Opena Nadal je po drugi put osvojio taj grend slem pobedom nad Đokovićem od 3:1 (6-2, 3:6, 6:4, 6:1). Zanimljivo da je na tom meču odigran poen sa čak 54 udaraca.
U finalu turnira u Pekingu (China open) Đoković je pobedio Nadala sa 2:0 (6:3, 6-4) i nastavio vladavinu u Pekingu, ali Nadal je zbog plasmana u finale prvi put došao na poziciju broj 1 još od jula 2011. godine. Na završnom mastersu u Londonu u finalu, Đoković je pobedio Nadala identičnim rezultatom kao u Pekingu 2-0 (6:3, 6:4), drugi put za redom i zabeležio 17. pobedu nad Nadalom u 39. međusobnih susreta i osvojio završni masters drugi put za redom.

### 2014.
Prvi meč u ovoj godini odigrali su u finalu Majamija, zanimljivo je da su i Đokoviću i Nadalu protivnici predali polufinalne mečeve bez borbe (Berdih i Nišikori). Đoković je pobedio u dva seta lakše od očekivanog, rezultatom: 6-3, 6-3. Sledeći meč je bilo finale Rima gde su se peti put sastajali. Đoković je pobedio Nadala nakon preokreta 2:1 (4:6, 6:3, 6:3). Ovu titulu je posvetio svojoj Srbiji zbog katastrofalnih poplava u maju. Sav novac koji je zaradio osvajanjem Rima, dao je srpskom narodu. Potom su odigrali finale Rolan Garosa ali Nadal je osvojio devetu titulu na Rolan Garosu, petu zaredom, pobedom nad Đokovićem nakon preokreta 3:1 (3:6, 7:5, 6:2, 6:4)

### 2015.
Prvi meč u ovoj godini odigrali su u polufinalu Monte Karla. Đoković i Nadal su se sastajali po četvrti put i Đoković je pobedio Nadala sa 2:0 (6:3, 6:3) iako je imao brejk zaostatka u prvom setu. Sledeći susret bio je na Rolan Garosu u četvrtfinalu. Novak Đoković je konačno iz sedmog pokušaja savladao Nadala sa 3:0 (7:5, 6:3, 6:1) i tako mu je prekinuo niz od 39 pobeda na ovom turniru odnosno pet titula u nizu. Treći susret u 2015. godini su igrali u finalu turnira u Pekingu i Đoković je prelako pobedio Nadala sa 2:0 (6:2, 6:2) i tako je došao do svoje šeste titule u Pekingu. Četvrti i poslednji meč u 2015. godini igrali su u polufinalu završnog mastersa u Londonu i Đoković je ponovo preslišao Nadala sa 2:0 (6:3, 6:3) za 78 minuta.

### 2016.
Prvi okršaj dvojice tenisera u 2016. u finalu turnira iz serije 250 u Dohi. Meč je ubedljivo je dobio Đoković, koji je slavio sa 2:0, po setovima 6:1, 6:2. Novi meč odigrali su u polufinalu mastersa u Indijan Velsu. Ponovo je slavio Đoković, 7:5 i 6:2.
Njihov sledeći okršaj bio je na šljaci, u četvrtfinalu mastersa u Rimu. Đoković je dobio nakon tesne pobede u dva seta, 7:5, 7:6(4).

### 2017.
Njihov jedini meč u ovoj godini dobio je Nadal, u polufinalu mastersa u Madridu. Nadal je slavio sa 6:2, 6:4.

### 2018.
Odigrali su dva meča te godine: jedan na šljaci u Rimu, na turniru Masters 1000 serije i drugi na travi, na Vimbldonu. Oba meča odigrana su u polufinalima, a uspeh igrača bio je polovičan - 1:1. Pobeda Đokovića nad Nadalom u uzbudljivom meču na Vimbldonu označila je i njegov povratak na svetski vrh tenisa (Novak je pred Vimbldon bio 21. igrač sveta, a 12. nosilac na turniru), nakon problema sa povredom lakta.

### 2019.
Na krilima odličnih partija i povratka na prvo mesto, Novak protiv svog najvećeg rivala odnosi ubedljivu pobedu na Otvorenom prvenstvu Australije (6:2, 6:3, 6:2) i upisuje svoju 28. pobedu nad Nadalom, te tako osvaja rekordnu 7 titulu na ovom turniru. Naredni okršaj ponovo je zakazan na Foro Italic-u, na mastersu u Rimu, gde Nadal ponovo pobeđuje (6:0, 4:6, 6:1) i osvaja novu titulu u glavnom gradu Italije. Do kraja godine, Nadal preuzima prvu poziciju od Novaka, pa je Novak kraj sezone dočekao na drugom mestu.

### 2020.
Na početku godine, dok još uvek nije nastala pandemija korona-virusa, odigran je meč finala novoforimaranog reprezentativnog turnira, ATP kupa, između Srbije i Španije. Dušan Lajović biva poražen od Roberta Bautiste Aguta u prvom meču. U drugom, prvoplasirani Nadal i drugoplasirani Đoković odigravaju svoj 55. međusobni duel. Nakon rutinskog prvog seta (6:2), Novak drugi dobija u taj-brejku (7:6). Ovo je bila 9. uzastopna Novakova pobeda i 19. dobijeni set zaredom nad Nadalom na tvrdoj podlozi od finala US opena 2013. godine. Srbija na kraju i osvaja to takmičenje. Već u Australiji Novak preuzima od Nadala prvo mesto (Nadal ispada u četvrtfinalu od Dominika Tima) i pritom osvaja rekordnu 8. titulu na Otvorenom prvenstvu Australije.
Naredni njihov meč odigrava se takođe na grend slemu, ovog puta na Nadalovom omiljenom, Rolan Garosu, koji se te godine održava na jesen. Nadal rutinski upisuje 27. pobedu nad Novakom i neverovatnu 13. titulu na jedinom grend slem turniru na šljaci.

### 2021.
I ove godine odigrana su dva meča, oba na šljaci. Može se reći da Novak i Rafael već tradicionalno igraju u Rimu jedan protiv drugog i ovog puta u finalu. Meč dobija Nadal u 3 seta, što je bila samo uvertira šta nas čeka na Rolan Garosu. Voljom žreba Nole i Rafa sastaju se u polufinalu Rolan Garosa. Da je taj meč mogao da bude teniski klasik najavile su igre ova dva igrača u prethodnim kolima: Nadal je bio nešto slabiji na bekhendu tokom turnira, dok je Đoković imao neverovatan povratak u meču 4. kola protiv Muzetija i sjajan duel sa Beretinijem u četvrtfinalu. Polufinalni duel Novak je počeo stegnuto, Nadal je kao i u prošlogodišnjem meču na Rolan Garosu krenuo ubedljivo, poveo sa 5:0, ali je Novak odličnom igrom uspeo da smanji na 5:3. To je, ipak, bilo nedovoljno i Nadal dobija gem za 6:3. Novak odličnom igrom osvaja drugi set, a borba se zahuktava u 3. setu. Novak dvaput ima brejk prednosti, Nadal poslednji ribrejk pravi pri rezultatu 5:3 za Novaka i set odlazi u taj-brejk koji osvaja Novak. Inače, ovaj set smatra se za jedan od najboljih u istoriji tenisa. Četvrti set Nadal počinje sa 2:0, ali Novak savršeno odigrava do kraja meča i otad uzima 6 gemova u nizu. Da su gledaoci prisustvovali istoriji i spektaklu potvrđuje i činjenica da nisu bili primorani da napuste teren nešto pre 23 sata zbog policijskog časa, što je bio slučaj u prethodnim rundama. Nadalu je nanet prvi poraz u polufinalima Rolan Garosa, a Novak kasnije u finalu osvaja svoj drugi Rolan Garos i 19. grend slem. Nadal praktično ovim mečom i završava sezonu zbog povrede, te Đoković i Nadal nisu odigrali ni jedan meč do kraja godine.

## Analiza mečeva
Đoković i Nadal su igrali 60 puta, Đoković vodi sa 31:29. Na Grend slemu su odigrali 17 mečeva, Nadal vodi 11:7. U finalnim mečevima ukupan skor je 15:13 za Đokovića.
Teniski komentatori Dik Enberg, Meri Karilo i proslavljeni teniser Džon Mekinro su izjavili da ovo rivalstvo ima potencijal da bude najveće rivalstvo u istoriji tenisa, s obzirom na broj odigranih mečeva, kvalitet i da su sličnih godina.
Đoković je igrač s najviše pobeda u karijeri protiv Nadala. Nadal je igrač s najviše pobeda u karijeri protiv Đokovića. Đoković je jedini igrač koji je pobedio Nadala u tri finala na šljaci. Mnogi stručnjaci zaključuju da je Đoković jedini uspeo da izazove Nadala na zemljanoj podlozi.
Obojica igraju sličan agresivan stil tenisa, ali ima razlike koje čine njihove susrete konkurentnim i jedinstvenim. Španac visokim spinovima na bekhend protivnika gradi inicijativu i osvaja poene, dok je Srbin bekhend dijagonalama uspevao u kontinuitetu da probije Nadalov forhend, što praktično nikome nije polazilo za rukom.
Novak Đoković je jedini pobedio Nadala sedam puta uzastopno. Nadal je u karijeri osvojio 22 grend slem turnira a Đoković 24, takođe do sad su devet puta igrali u finalima grend slemova i rezultat je 5:4 za Nadala.
Po podlogama
- Šljaka: Nadal vodi 20–9
- Trava: 2–2
- Tvrda: Đoković vodi 20–7
  - Na otvorenom: Đoković vodi 16-5
  - U dvorani: Đoković vodi 4-2
- Grend slem mečevi: Nadal vodi 11-7
- Finala ukupno: Đoković vodi 15–13

|                   | Tvrda (o) | Tvrda (o) | Šljaka | Šljaka  | Trava | Trava   | Tvrda (d) | Tvrda (d) | Ukupno | Ukupno |
| Đoković           | Nadal     | Đoković   | Nadal  | Đoković | Nadal | Đoković | Nadal     | Đoković   | Nadal  |        |
| ----------------- | --------- | --------- | ------ | ------- | ----- | ------- | --------- | --------- | ------ | ------ |
| Australijan Open  | 2         | 0         |        |         |       |         |           |           | 2      | 0      |
| Rolan Garos       |           |           | 2      | 8       |       |         |           |           | 1      | 8      |
| Vimbldon          |           |           |        |         | 2     | 1       |           |           | 2      | 1      |
| US Open           | 1         | 2         |        |         |       |         |           |           | 1      | 2      |
| Indijan Vels      | 4         | 1         |        |         |       |         |           |           | 4      | 1      |
| Majami            | 3         | 0         |        |         |       |         |           |           | 3      | 0      |
| Monte Karlo       |           |           | 2      | 2       |       |         |           |           | 2      | 2      |
| Rim               |           |           | 3      | 6       |       |         |           |           | 3      | 6      |
| Hamburg / Madrid  |           |           | 1      | 3       |       |         |           |           | 1      | 3      |
| Kanada            | 1         | 1         |        |         |       |         |           |           | 1      | 1      |
| Sinsinati         | 2         | 0         |        |         |       |         |           |           | 2      | 0      |
| Pariz             |           |           |        |         |       |         | 1         | 0         | 1      | 0      |
| Kina              | 1         | 0         |        |         |       |         |           |           | 1      | 0      |
| Tenis masters kup |           |           |        |         |       |         | 3         | 2         | 3      | 2      |
| Doha              | 1         | 0         |        |         |       |         |           |           | 1      | 0      |
| Kvins             |           |           |        |         | 0     | 1       |           |           | 0      | 1      |
| Dejvis kup        |           |           | 0      | 1       |       |         |           |           | 0      | 1      |
| Olimpijske igre   | 0         | 1         | 1      | 0       |       |         |           |           | 1      | 1      |
| Ukupno            | 16        | 5         | 8      | 20      | 2     | 2       | 4         | 2         | 31     | 29     |

## Lista mečeva
Rezultati sa mečeva ATP turnira, Dejvis kupa, Olimpijskih Igara i glavnog žreba Grend slem turnira.

### Đoković—Nadal (31—29)
| Broj | Godina | Turnir           | Podloga   | Runda        | Pobednik | Rezultat                       | Vreme (sati:minuta) | Đoković | Nadal |
| ---- | ------ | ---------------- | --------- | ------------ | -------- | ------------------------------ | ------------------- | ------- | ----- |
| 1.   | 2006   | Rolan Garos      | Šljaka    | Četvrtfinale | Nadal    | 6–4, 6–4, pov                  | 1:54                | 0       | 1     |
| 2.   | 2007   | Indijan Vels     | Tvrda     | Finale       | Nadal    | 6–2, 7–5                       | 1:34                | 0       | 2     |
| 3.   | 2007   | Majami           | Tvrda     | Četvrtfinale | Đoković  | 6–3, 6–4                       | 1:37                | 1       | 2     |
| 4.   | 2007   | Rim              | Šljaka    | Četvrtfinale | Nadal    | 6–2, 6–3                       | 1:41                | 1       | 3     |
| 5.   | 2007   | Rolan Garos      | Šljaka    | Polufinale   | Nadal    | 7–5, 6–4, 6–2                  | 2:28                | 1       | 4     |
| 6.   | 2007   | Vimbldon         | Trava     | Polufinale   | Nadal    | 3–6, 6–1, 4–1, pov             | 1:41                | 1       | 5     |
| 7.   | 2007   | Kanada           | Tvrda     | Polufinale   | Đoković  | 7–5, 6–3                       | 1:51                | 2       | 5     |
| 8.   | 2007   | Šangaj           | Tvrda (d) | Grupna faza  | Nadal    | 6–4, 6–4                       | 1:44                | 2       | 6     |
| 9.   | 2008   | Indijan Vels     | Tvrda     | Polufinale   | Đoković  | 6–3, 6–2                       | 1:28                | 3       | 6     |
| 10.  | 2008   | Hamburg          | Šljaka    | Polufinale   | Nadal    | 7–5, 2–6, 6–2                  | 3:03                | 3       | 7     |
| 11.  | 2008   | Rolan Garos      | Šljaka    | Polufinale   | Nadal    | 6–4, 6–2, 7–6(7–3)             | 2:49                | 3       | 8     |
| 12.  | 2008   | London (Kvins)   | Trava     | Finale       | Nadal    | 7–6(8–6), 7–5                  | 2:16                | 3       | 9     |
| 13.  | 2008   | Sinsinati        | Tvrda     | Polufinale   | Đoković  | 6–1, 7–5                       | 1:26                | 4       | 9     |
| 14.  | 2008   | Olimpijske igre  | Tvrda     | Polufinale   | Nadal    | 6–4, 1–6, 6–4                  | 2:10                | 4       | 10    |
| 15.  | 2009   | Dejvis kup       | Šljaka    | Grupna faza  | Nadal    | 6–4, 6–4, 6–1                  | 2:28                | 4       | 11    |
| 16.  | 2009   | Monte Karlo      | Šljaka    | Finale       | Nadal    | 6–3, 2–6, 6–1                  | 2:43                | 4       | 12    |
| 17.  | 2009   | Rim              | Šljaka    | Finale       | Nadal    | 7–6(7–2), 6–2                  | 2:03                | 4       | 13    |
| 18.  | 2009   | Madrid           | Šljaka    | Polufinale   | Nadal    | 3–6, 7–6(7–5), 7–6(11–9)       | 4:03                | 4       | 14    |
| 19.  | 2009   | Sinsinati        | Tvrda     | Polufinale   | Đoković  | 6–1, 6–4                       | 1:32                | 5       | 14    |
| 20.  | 2009   | Pariz            | Tvrda (d) | Polufinale   | Đoković  | 6–2, 6–3                       | 1:17                | 6       | 14    |
| 21.  | 2009   | London (finale)  | Tvrda (d) | Grupna faza  | Đoković  | 7–6(7–5), 6–3                  | 1:58                | 7       | 14    |
| 22.  | 2010   | US Open          | Tvrda     | Finale       | Nadal    | 6–4, 5–7, 6–4, 6–2             | 3:43                | 7       | 15    |
| 23.  | 2010   | London (finale)  | Tvrda (d) | Grupna faza  | Nadal    | 7–5, 6–2                       | 1:52                | 7       | 16    |
| 24.  | 2011   | Indijan Vels     | Tvrda     | Finale       | Đoković  | 4–6, 6–3, 6–2                  | 2:25                | 8       | 16    |
| 25.  | 2011   | Majami           | Tvrda     | Finale       | Đoković  | 4–6, 6–3, 7–6(7–4)             | 3:21                | 9       | 16    |
| 26.  | 2011   | Madrid           | Šljaka    | Finale       | Đoković  | 7–5, 6–4                       | 2:17                | 10      | 16    |
| 27.  | 2011   | Rim              | Šljaka    | Finale       | Đoković  | 6–4, 6–4                       | 2:12                | 11      | 16    |
| 28.  | 2011   | Vimbldon         | Trava     | Finale       | Đoković  | 6–4, 6–1, 1–6, 6–3             | 2:28                | 12      | 16    |
| 29.  | 2011   | US Open          | Tvrda     | Finale       | Đoković  | 6–2, 6–4, 6–7(3–7), 6–1        | 4:10                | 13      | 16    |
| 30.  | 2012   | Australijan Open | Tvrda     | Finale       | Đoković  | 5-7, 6-4, 6-2, 6-7(5–7), 7-5   | 5:53                | 14      | 16    |
| 31.  | 2012   | Monte Karlo      | Šljaka    | Finale       | Nadal    | 6-3, 6-1                       | 1:19                | 14      | 17    |
| 32.  | 2012   | Rim              | Šljaka    | Finale       | Nadal    | 7–5, 6–3                       | 2:20                | 14      | 18    |
| 33.  | 2012   | Rolan Garos      | Šljaka    | Finale       | Nadal    | 6-4, 6-3, 2-6, 7-5             | 3:49                | 14      | 19    |
| 34.  | 2013   | Monte Karlo      | Šljaka    | Finale       | Đoković  | 6-2, 7-6(7–1)                  | 1:51                | 15      | 19    |
| 35.  | 2013   | Rolan Garos      | Šljaka    | Polufinale   | Nadal    | 6–4, 3–6, 6–1, 6–7(3) 9-7      | 4:23                | 15      | 20    |
| 36.  | 2013   | Montreal         | Tvrda     | Polufinale   | Nadal    | 4–6, 6–3, 6–7                  | 2:28                | 15      | 21    |
| 37.  | 2013   | US Open          | Tvrda     | Finale       | Nadal    | 6–2, 3–6, 6–4, 6–1             | 3:24                | 15      | 22    |
| 38.  | 2013   | Peking           | Tvrda     | Finale       | Đoković  | 6–3, 6–4                       | 1:27                | 16      | 22    |
| 39.  | 2013   | London (finale)  | Tvrda (d) | Finale       | Đoković  | 6–3, 6–4                       | 1:35                | 17      | 22    |
| 40.  | 2014   | Majami           | Tvrda     | Finale       | Đoković  | 6–3, 6–3                       | 1:24                | 18      | 22    |
| 41.  | 2014   | Rim              | Šljaka    | Finale       | Đoković  | 4–6, 6–3, 6-3                  | 2:19                | 19      | 22    |
| 42.  | 2014   | Rolan Garos      | Šljaka    | Finale       | Nadal    | 3-6, 7-5, 6-2, 6-4             | 3:31                | 19      | 23    |
| 43.  | 2015   | Monte Karlo      | Šljaka    | Polufinale   | Đoković  | 6-3, 6-3                       | 1:37                | 20      | 23    |
| 44.  | 2015   | Rolan Garos      | Šljaka    | Četvrtfinale | Đoković  | 7–5, 6–3, 6–1                  | 2:27                | 21      | 23    |
| 45.  | 2015   | Peking           | Tvrda     | Finale       | Đoković  | 6–2, 6–2                       | 1:27                | 22      | 23    |
| 46.  | 2015   | London (finale)  | Tvrda (d) | Polufinale   | Đoković  | 6–3, 6–3                       | 1:19                | 23      | 23    |
| 47.  | 2016   | Doha             | Tvrda     | Finale       | Đoković  | 6–1, 6–2                       | 1:13                | 24      | 23    |
| 48.  | 2016   | Indijan Vels     | Tvrda     | Polufinale   | Đoković  | 7–6(5), 6–2                    | 1:58                | 25      | 23    |
| 49.  | 2016   | Rim              | Šljaka    | Četvrtfinale | Đoković  | 7–5, 7–6(4)                    | 2:25                | 26      | 23    |
| 50.  | 2017   | Madrid           | Šljaka    | Polufinale   | Nadal    | 6–2, 6–4                       | 1:39                | 26      | 24    |
| 51.  | 2018   | Rim              | Šljaka    | Polufinale   | Nadal    | 7–6, 6–3                       | 1:58                | 26      | 25    |
| 52.  | 2018   | Vimbldon         | Trava     | Polufinale   | Đoković  | 6–4, 3–6, 7–6(11–9), 3–6, 10–8 | 5:15                | 27      | 25    |
| 53.  | 2019   | Australijan Open | Tvrda     | Finale       | Đoković  | 6–3, 6–2, 6–3                  | 2:04                | 28      | 25    |
| 54.  | 2019   | Rim              | Šljaka    | Finale       | Nadal    | 6–0, 4–6, 6–1                  | 2:29                | 28      | 26    |
| 55.  | 2020   | ATP kup          | Tvrda     | Finale       | Đoković  | 6–2, 7–6(7–4)                  | 1:55                | 29      | 26    |
| 56.  | 2020   | Rolan Garos      | Šljaka    | Finale       | Nadal    | 6:0, 6:2, 6-2, 7-5             | 2:43                | 29      | 27    |
| 57.  | 2021   | Rim              | Šljaka    | Finale       | Nadal    | 7-5, 1–6, 6–3                  | 2:49                | 29      | 28    |
| 58.  | 2021   | Rolan Garos      | Šljaka    | Polufinale   | Đoković  | 3-6, 6-3, 7-6(7-4), 6-2        | 4:11                | 30      | 28    |
| 59.  | 2022   | Rolan Garos      | Šljaka    | Četvrtfinale | Nadal    | 6-2, 4-6, 6-2, 7-6 (7-4)       | 4:12                | 30      | 29    |
| 60.  | 2024   | Olimpijske igre  | Šljaka    | 2. kolo      | Đoković  | 6–1, 6–4                       | 1:43                | 31      | 29    |

| Legenda (2004–2008)             |
| Grend Slem turniri              |
| Masters Kup                     |
| ATP Masters Serija              |
| ATP Internacionalna Serija Gold |
| ATP Internacionalna Serija      |
| Dejvis Kup                      |

| Legenda (2009–ubuduće) |
| Grend Slem turniri     |
| ATP Masters Finale     |
| ATP Masters 1000       |
| ATP 500 Serija         |
| ATP 250 Serija         |
| Dejvis Kup             |

## Egzibicioni mečevi
Dana 21. marta 2011. u Bogoti glavnom gradu Kolumbije, Nadal je pobedio Đokovića u egzibicionom meču. Drugi meč je trebalo da se odigra na stadionu Real Madrida Santijago Bernabeu i bio je zakazan za 14. jul 2012, ali je otkazan zbog povrede Nadala.
Krajem 2013. godine Đoković je zajedno s Rafaelom Nadalom otputovao u Južnu Ameriku, gde je u Čileu i Argentini odigrao nekoliko egzibicionih mečeva sa svojim najvećim rivalom. Povod za mečeve bili su penzionisanje tenisera Nikolasa Masua i Davida Nalbandijana. Tom prilikom Đoković i Nadal su odigrali egzibicioni meč na ledenoj reci glečera Perito Moreno, pod pokroviteljstvom Nacionalnog instituta za turističku promociju Argentine.

### Đoković-Nadal (4—3)
| Broj | Godina | Turnir           | Podloga | Runda      | Pobednik | Rezultat         | Đoković | Nadal |
| ---- | ------ | ---------------- | ------- | ---------- | -------- | ---------------- | ------- | ----- |
| 1.   | 2011   | Bogota           | Tvrda   | Egzibicija | Nadal    | 7–6(7–5), 6–3    | 0       | 1     |
| 2.   | 2013   | Santjago de Čile | Tvrda   | Egzibicija | Đoković  | 7–6(7–3), 6–4    | 1       | 1     |
| 3.   | 2013   | Buenos Ajres     | Tvrda   | Egzibicija | Nadal    | 6–4, 7–5         | 1       | 2     |
| 4.   | 2015   | Bangkok          | Tvrda   | Egzibicija | Đoković  | 6–4, 6–2         | 2       | 2     |
| 5.   | 2016   | Milano           | Tvrda   | Egzibicija | Đoković  | 6–4, 6–4         | 3       | 2     |
| 6.   | 2019   | Nur-Sultan       | Tvrda   | Egzibicija | Nadal    | 6–3, 3–6, (11–9) | 3       | 3     |
| 7.   | 2024   | Rijad            | Tvrda   | Egzibicija | Đoković  | 6–2, 7–6(7–5)    | 4       | 3     |

- Napomena:Egzibicioni mečevi ne ulaze u zvaničnu statistiku.

## Rekordi
- Najveći broj međusobnih duela u Open eri (60 mečeva)
- Jedini igrači u istoriji Open ere koji su se susreli na sva četiri Grend slem finala
- Jedini igrači u istoriji Open ere koji su odigrali sva četiri Grend slem finala u nizu
- Najduže Grend slem finale u istoriji Open ere (finale Australijan Opena 2012)
- Najduži meč u istoriji Open ere na Australijan Openu
- Rekord od 9 mečeva koji su odigrali jedan protiv drugog na jednom grend slem turniru (Rolan Garos)
- Rekord od 9 mečeva koji su odigrali jedan protiv drugog na Rolan Garosu
- Rekord od 14 finala koji su odigrali jedan protiv drugog na ATP Masters 1000
- Rekord od 29 mečeva koji su odigrali jedan protiv drugog na ATP Masters 1000
- Najduži ATP meč u tri seta sa taj-brejkom u Open eri (Madrid masters 2009)
- Najduži ATP meč u tri seta na ATP Masters 1000 (Madrid masters 2009)
- Najviše odigranih mečeva u okviru ATP Masters turnira (na 9 od 10 Mastersa - igrali u Hamburgu, ali nedostaje Šangaj)
- Vlasnici svih trofeja sa ATP Masters 1000 turnira u jednom trenutku (od Monte Karla 2013. do Majamija 2014)

## Razvoj karijere
- = aktivan rekord (ažurirano 12. oktobar 2019)

| Godine igrača            | Godine igrača  | 18   | 19   | 20   | 21   | 22   | 23   | 24   | 25   | 26   | 27   | 28   | 29   | 30   | 31   | 32    | 33    |
| Đoković sezone           | Đoković sezone | 2005 | 2006 | 2007 | 2008 | 2009 | 2010 | 2011 | 2012 | 2013 | 2014 | 2015 | 2016 | 2017 | 2018 | 2019  | 2020  |
| Nadal sezone             | Nadal sezone   | 2004 | 2005 | 2006 | 2007 | 2008 | 2009 | 2010 | 2011 | 2012 | 2013 | 2014 | 2015 | 2016 | 2017 | 2018  | 2019  |
| ------------------------ | -------------- | ---- | ---- | ---- | ---- | ---- | ---- | ---- | ---- | ---- | ---- | ---- | ---- | ---- | ---- | ----- | ----- |
| Grend slem titule        | Đoković        | 0    | 0    | 0    | 1    | 1    | 1    | 4    | 5    | 6    | 7    | 10   | 12   | 12   | 14   | (15)  |       |
| Grend slem titule        | Nadal          | 0    | 1    | 2    | 3    | 5    | 6    | 9    | 10   | 11   | 13   | 14   | 14   | 14   | 16   | 17    | (17)  |
| Grend slem mečevi pobede | Đoković        | 5    | 14   | 33   | 51   | 66   | 85   | 110  | 134  | 158  | 180  | 207  | 228  | 237  | 258  | (265) |       |
| Grend slem mečevi pobede | Nadal          | 6    | 19   | 36   | 56   | 80   | 95   | 120  | 143  | 157  | 171  | 187  | 198  | 203  | 226  | 247   | (253) |
| Završni turnir titule    | Đoković        | 0    | 0    | 0    | 1    | 1    | 1    | 1    | 2    | 3    | 4    | 5    | 5    | 5    | 5    | (5)   |       |
| Završni turnir titule    | Nadal          | 0    | 0    | 0    | 0    | 0    | 0    | 0    | 0    | 0    | 0    | 0    | 0    | 0    | 0    | 0     | (0)   |
| ATP Masters 1000 titule  | Đoković        | 0    | 0    | 2    | 4    | 5    | 5    | 10   | 13   | 16   | 20   | 26   | 30   | 30   | 32   | (32)  |       |
| ATP Masters 1000 titule  | Nadal          | 0    | 4    | 6    | 9    | 12   | 15   | 18   | 19   | 21   | 26   | 27   | 27   | 28   | 30   | 33    | (33)  |
| Ukupno titula            | Đoković        | 0    | 2    | 7    | 11   | 16   | 18   | 28   | 34   | 41   | 48   | 59   | 66   | 68   | 72   | (73)  |       |
| Ukupno titula            | Nadal          | 1    | 12   | 17   | 23   | 31   | 36   | 43   | 46   | 50   | 60   | 64   | 67   | 69   | 75   | 80    | (80)  |
| Ukupno pobeda — mečevi   | Đoković        | 13   | 53   | 121  | 185  | 263  | 324  | 394  | 469  | 543  | 604  | 686  | 751  | 783  | 836  | (846) |       |
| Ukupno pobeda — mečevi   | Nadal          | 45   | 124  | 183  | 253  | 335  | 401  | 472  | 541  | 583  | 658  | 706  | 767  | 806  | 873  | 918   | (924) |
| Pozicija na rang listi   | Đoković        | 78   | 16   | 3    | 3    | 3    | 3    | 1    | 1    | 2    | 1    | 1    | 2    | 12   | 1    | (1)   |       |
| Pozicija na rang listi   | Nadal          | 51   | 2    | 2    | 2    | 1    | 2    | 1    | 2    | 4    | 1    | 3    | 5    | 9    | 1    | 2     | (2)   |
| Nedelje kao broj 1       | Đoković        | 0    | 0    | 0    | 0    | 0    | 0    | 26   | 62   | 101  | 127  | 179  | 223  | 223  | 232  | (236) |       |
| Nedelje kao broj 1       | Nadal          | 0    | 0    | 0    | 0    | 19   | 46   | 76   | 102  | 102  | 115  | 141  | 141  | 141  | 160  | 196   | (196) |

## Bilans na Grend slem turnirima

### 2005–2010.
| Igrač         | 2005 | 2005 | 2005 | 2005 | 2006 | 2006 | 2006 | 2006 | 2007 | 2007 | 2007 | 2007 | 2008 | 2008 | 2008 | 2008 | 2009 | 2009 | 2009 | 2009 | 2010 | 2010 | 2010 | 2010 |
| ------------- | ---- | ---- | ---- | ---- | ---- | ---- | ---- | ---- | ---- | ---- | ---- | ---- | ---- | ---- | ---- | ---- | ---- | ---- | ---- | ---- | ---- | ---- | ---- | ---- |
| Igrač         | AUS  | FRA  | VIM  | SAD  | AUS  | FRA  | VIM  | SAD  | AUS  | FRA  | VIM  | SAD  | AUS  | FRA  | VIM  | SAD  | AUS  | FRA  | VIM  | SAD  | AUS  | FRA  | VIM  | SAD  |
| Novak Đoković | 1K   | 2K   | 3K   | 3K   | 1K   | ČF   | 4K   | 3K   | 4K   | PF   | PF   | F    | P    | PF   | 2K   | PF   | ČF   | 3K   | ČF   | PF   | ČF   | ČF   | PF   | F    |
| Rafael Nadal  | 4K   | P    | 2K   | 3K   | N    | P    | F    | ČF   | ČF   | P    | F    | 4K   | PF   | P    | P    | PF   | P    | 4K   | N    | PF   | ČF   | P    | P    | P    |

### 2011-2016.
| Igrač         | 2011 | 2011 | 2011 | 2011 | 2012 | 2012 | 2012 | 2012 | 2013 | 2013 | 2013 | 2013 | 2014 | 2014 | 2014 | 2014 | 2015 | 2015 | 2015 | 2015 | 2016 | 2016 | 2016 | 2016 |
| ------------- | ---- | ---- | ---- | ---- | ---- | ---- | ---- | ---- | ---- | ---- | ---- | ---- | ---- | ---- | ---- | ---- | ---- | ---- | ---- | ---- | ---- | ---- | ---- | ---- |
| Igrač         | AUS  | FRA  | VIM  | SAD  | AUS  | FRA  | VIM  | SAD  | AUS  | FRA  | VIM  | SAD  | AUS  | FRA  | VIM  | SAD  | AUS  | FRA  | VIM  | SAD  | AUS  | FRA  | WIM  | USA  |
| Novak Đoković | P    | PF   | P    | P    | P    | F    | PF   | F    | P    | PF   | F    | F    | ČF   | F    | P    | PF   | P    | F    | P    | P    | P    | P    | 3R   | F    |
| Rafael Nadal  | ČF   | P    | F    | F    | F    | P    | 2K   | N    | N    | P    | 1K   | P    | F    | P    | 4K   | N    | 1K   | ČF   | 2R   | 3R   | 1R   | 3R   | N    | 4R   |

### 2017-2020
| Igrač         | 2017 | 2017 | 2017 | 2017 | 2018 | 2018 | 2018 | 2018 | 2019 | 2019 | 2019 | 2019 | 2020 | 2020 | 2020 | 2020 |
| ------------- | ---- | ---- | ---- | ---- | ---- | ---- | ---- | ---- | ---- | ---- | ---- | ---- | ---- | ---- | ---- | ---- |
| Igrač         | AUS  | FRA  | VIM  | SAD  | AUS  | FRA  | VIM  | SAD  | AUS  | FRA  | VIM  | SAD  | AUS  | SAD  | FRA  |      |
| Novak Đoković | 2K   | ČF   | ČF   | N    | 4K   | ČF   | P    | P    | P    | PF   | P    | 4K   | P    | 4K   | F    |      |
| Rafael Nadal  | F    | P    | 4K   | P    | ČF   | P    | PF   | PF   | F    | P    | PF   | P    | ČF   | N    | P    |      |

## Galerija slika
- Novak na finalnom meču protiv Rafe u Njujorku 2011. godine
- Novak i Rafa 1
- Novak i Rafa 2

## Spoljašnje veze
- (језик: енглески) Novak & Rafa: The Rivalry
- (језик: енглески) Rafael Nadal vs. Novak Djokovic Defined 2013, and 2014 Will Be Equally Epic
- (језик: српски) Novak o rivalstvu sa Rafom, Večernje novosti, 3. decembar 2013.